# Narthecophora pulverea
Narthecophora pulverea là một loài bướm đêm trong họ Noctuidae.